# Canon antichar de 47 mm modèle 1931
Pour les articles homonymes, voir Canon de 47 mm.
Le canon anti-char de 47 mm Fonderie Royale de Canons (FRC) Modèle 1931, abrégé en C.47 F.R.C. Mod.31 était une pièce d'artillerie développée en 1931 pour l'armée belge et qui fut largement utilisée lors de la campagne des 18 jours en 1940. Il était surnommé "'Quat'sept" par les servants. Il fut développé par la Fonderie Royale des Canons située à Herstal. 

## Versions

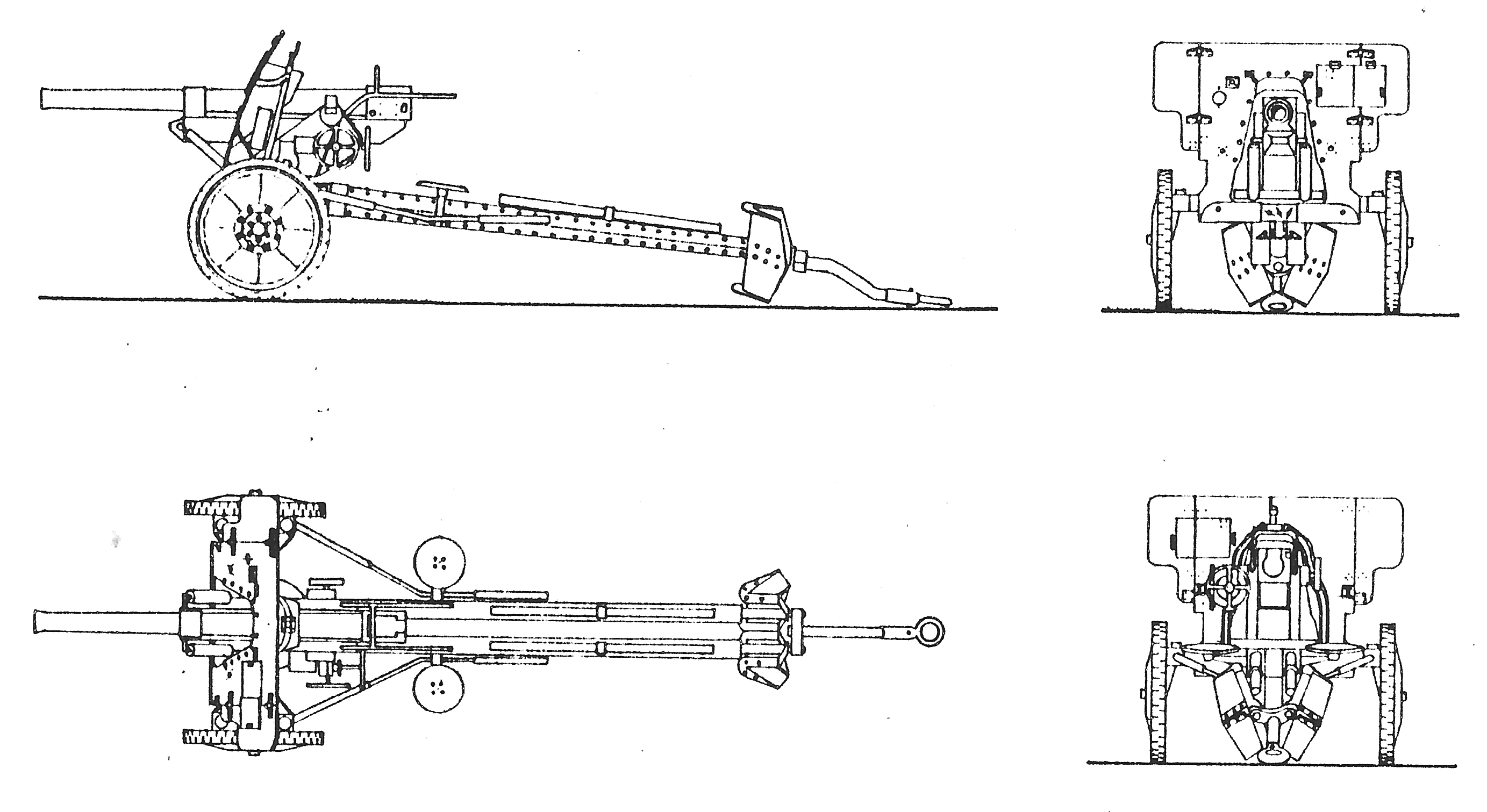
Plans du canon.

Les versions destinées à l'infanterie et à la cavalerie ne comportaient que peu de variations : la version "cavalerie" possédait des pneus à chambre à air pour une mobilité plus grande alors que la version "infanterie" des pneus pleins en caoutchouc pour une plus grande solidité et durabilité. Il était également possible d'intégrer le canon dans des positions de défenses fixes comme des bunkers et notamment les fortifications le long du canal Albert. Il équipait également les chars T13.

## Performances
Au regard de son court temps de développement, le canon de 47 avait de bonnes performances , notamment en comparaison avec les canons contemporains allemands et français, respectivement les canons de 3,7 cm Pak 36 et canon antichar Hotchkiss 25 mm. En pénétration à distance moyenne, il dépassait l'Ordnance QF 2-pounder britannique : il pouvait percer 47 mm de blindage d'acier à 300 m. Cela était en grande partie dû au calibre élevé avec une munition d'un poids de 1,578 kg. Cette performance avait un prix, son poids total de 515 kg hors équipement ou munition. Il était ainsi beaucoup plus lourd que le Pak 36 allemand (327 kg). De conception compacte, le '47' était facile à dissimuler, mais le repositionnement du canon était une tâche ardue.

## Histoire opérationnelle

### Seconde Guerre mondiale

#### Belgique
Environ 750 canons étaient en service dans l'armée belge au moment de l'invasion allemande de 1940. Toutes les unités d'active et de première réserve, les unités de cavalerie et les cyclistes-frontières en étaient équipées alors que les unités de seconde réserve disposaient d'ancien canons antichars. Chaque régiment d'infanterie était divisé en 3 bataillons de fusiliers et un bataillon armes lourdes. Ce dernier était composé de 3 compagnies dont une équipée du canon antichar de 47 mm. Étant donné sa bonne capacité à pénétrer le blindage, le '47' pouvait perforer le blindage de 30 mm des Panzer III et IV à une distance de 500 m. Il existe des rapports de Panzer détruits par le canon durant la campagne mais en général, le noyau de l'armée belge était déployé dans le nord du pays, sur le terrain majoritairement plane des Flandres, et pas sur le terrain vallonné des Ardennes au sud qui, bien que considéré comme impénétrable, fut utilisé comme voie d'invasion principale par près de 2 500 chars allemands.

#### Hongrie
Plusieurs centaines de canons furent récupérées par les Allemands après la campagne des 18 jours et donnés à la Hongrie en 1940 pour compenser ses lacunes en canons antichars durant l'opération Barbarossa. Leur usage fut limité en raison du manque de pièces de rechange alors que les avancées soviétiques en matière de blindage avaient rendu obsolète la capacité de pénétration de ces canons. La plupart de ceux-ci furent donc relégués à des missions d'entrainement.

## Sources
- (en) Cet article est partiellement ou en totalité issu de l’article de Wikipédia en anglais intitulé « 47 mm Model 1931 anti-tank gun » (voir la liste des auteurs).